# دانيال جاي سوليفان
دانيال جاي سوليفان (بالإنجليزية: Daniel J. Sullivan)‏ هو مخرج أمريكي، ولد في 10 يونيو 1940 في Wray, Colorado ‏ في الولايات المتحدة.

## وصلات خارجية
- دانيال جاي سوليفان على موقع IMDb (الإنجليزية)
- دانيال جاي سوليفان على موقع قاعدة بيانات برودواي على الإنترنت (الإنجليزية)
- دانيال جاي سوليفان على موقع قاعدة بيانات برودواي على الإنترنت (الإنجليزية)
- دانيال جاي سوليفان على موقع قاعدة بيانات الأفلام السويدية (السويدية)
- دانيال جاي سوليفان على موقع قاعدة بيانات الفيلم (الإنجليزية)
- دانيال جاي سوليفان على موقع كينوبويسك (الروسية)
- دانيال جاي سوليفان على موقع كينوبويسك (الروسية)